# Flotilha do Amazonas

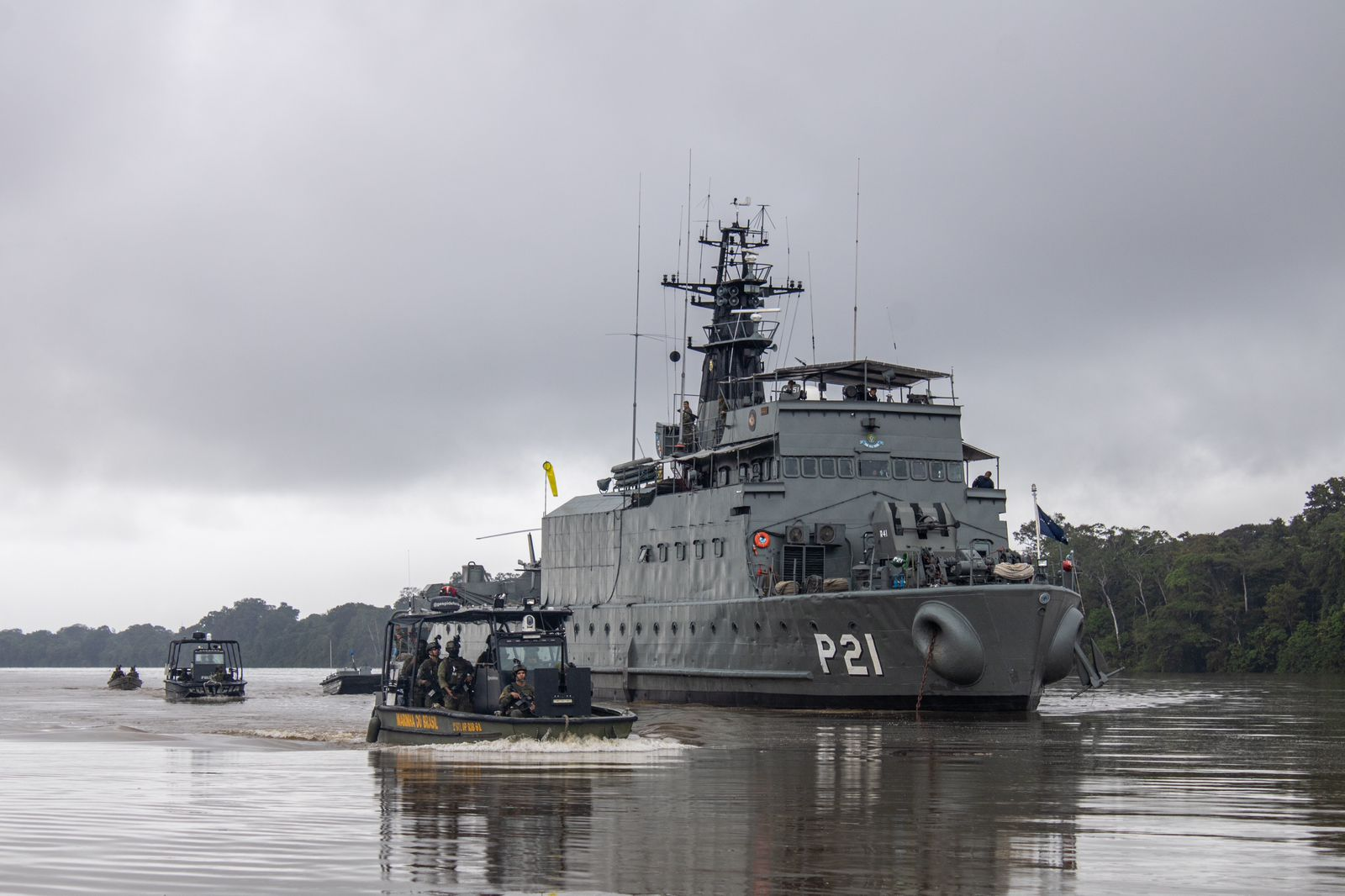
Navio-Patrulha Fluvial Raposo Tavares (P21)

A Flotilha do Amazonas é a força distrital da Marinha do Brasil subordinada ao 9.º Distrito Naval da Marinha do Brasil em Manaus.
Sediada na Estação Naval do Rio Negro com o apoio da Base Naval de Val-de-Cães do 4.º Distrito Naval da Marinha do Brasil, no Pará, realiza patrulhas e operações ribeirinhas nos rios da região amazônica, presta assistência às populações locais e apoia operações conjuntas com o Exército Brasileiro. O apoio aéreo é fornecido pelo EsqdHU-91- 1.º Esquadrão de Helicópteros de Emprego Geral do noroeste.
A sua história remonta à criação, em 1868, da primitiva Flotilha do Amazonas, com sede em Belém do Pará. Posteriormente, em 1974, a Flotilha foi desdobrada, dando origem à atual Flotilha do Amazonas, com sede em Manaus, e ao então Grupamento Naval do Norte, mantido na cidade de origem.

## Embarcações
- P-30 Navio de Patrulha Fluvial Roraima
- P-31 Navio de Patrulha Fluvial Rôndonia
- P-32 Navio de Patrulha Fluvial Amapá
- P-20 Navio de Patrulha Fluvial Pedro Teixeira
- P-21 Navio de Patrulha Fluvial Raposo Tavares
- U-16 Navio de Assistência Hospitalar Doutor Montenegro
- U-18 Navio de Assistência Hospitalar Oswaldo Cruz
- U-19 Navio de Assistência Hospitalar Carlos Chagas
- U-21 Navio de Assistência Hospitalar Soares de Meirelles